# Flocon de Neige (gorille)
Pour les articles homonymes, voir Flocon de neige (homonymie), Copito (homonymie) et Floquet de Neu.
 (novembre 2021).
Si vous disposez d'ouvrages ou d'articles de référence ou si vous connaissez des sites web de qualité traitant du thème abordé ici, merci de compléter l'article en donnant les références utiles à sa vérifiabilité et en les liant à la section « Notes et références ».
Flocon de Neige (Copito de Nieve en espagnol, Floquet de Neu en catalan) est l'unique gorille albinos connu, et sans doute le représentant le plus célèbre de son espèce : le gorille des plaines de l'Ouest. Originaire de Guinée espagnole (actuelle Guinée équatoriale), capturé en 1966, il séjourne au jardin zoologique de Barcelone jusqu'à sa mort en 2003. Plusieurs œuvres de fiction relatent sa vie ou le mettent en scène de diverses façons.

## Vie de Flocon de Neige
Capturé tout jeune dans la colonie de Guinée espagnole en 1966, il a été ramené en Espagne par un primatologue catalan, Jordi Sabater Pi, qui l'avait découvert captif chez un chasseur de la tribu Fang[réf. souhaitée]. Il est ramené depuis Ikunde, un centre d’études coloniales situé près de Bata qui fournissait plusieurs institutions de Barcelone en matériel et artefacts.
Il est alors devenu la principale attraction du jardin zoologique de Barcelone et la mascotte de la ville.
Adulte, il atteint le poids de 187 kg et la taille de 1,63 m. Au cours de sa captivité, il a eu 21 enfants avec trois femelles différentes, mais seuls cinq d'entre eux ont survécu (un mâle et quatre femelles). Aucun de ses enfants et petits-enfants n'est albinos mais tous ses enfants sont porteurs de la mutation et peuvent l'avoir transmise à certains de leurs petits-enfants.
Flocon de Neige est mort par euthanasie, en novembre 2003 à la suite d'un cancer de la peau, probablement dû à son albinisme associé à l'exposition aux rayons UV du soleil, diagnostiqué depuis 2001. Il avait alors près de 40 ans, âge avancé pour un gorille qui ne dépasse généralement pas les 25 ans en liberté[réf. nécessaire].
Le grand singe blanc a été incinéré et ses cendres disposées dans le premier prototype de l'urne Bios, conçue par deux designers espagnols. Bios est une urne fabriquée uniquement avec des matériaux biodégradables (écorce de noix de coco et cellulose), elle contient de la tourbe et une graine d'arbre. On y ajoute les cendres du disparu, qui contribueront à faire grandir l'arbre une fois l'urne enterrée, l’idée étant de remplacer les cimetières par des forêts.
Ses cendres ont été enterrées, le 23 avril 2004, avec la graine d'un arbre africain, le marronnier du Cap (Calodendrum capense).

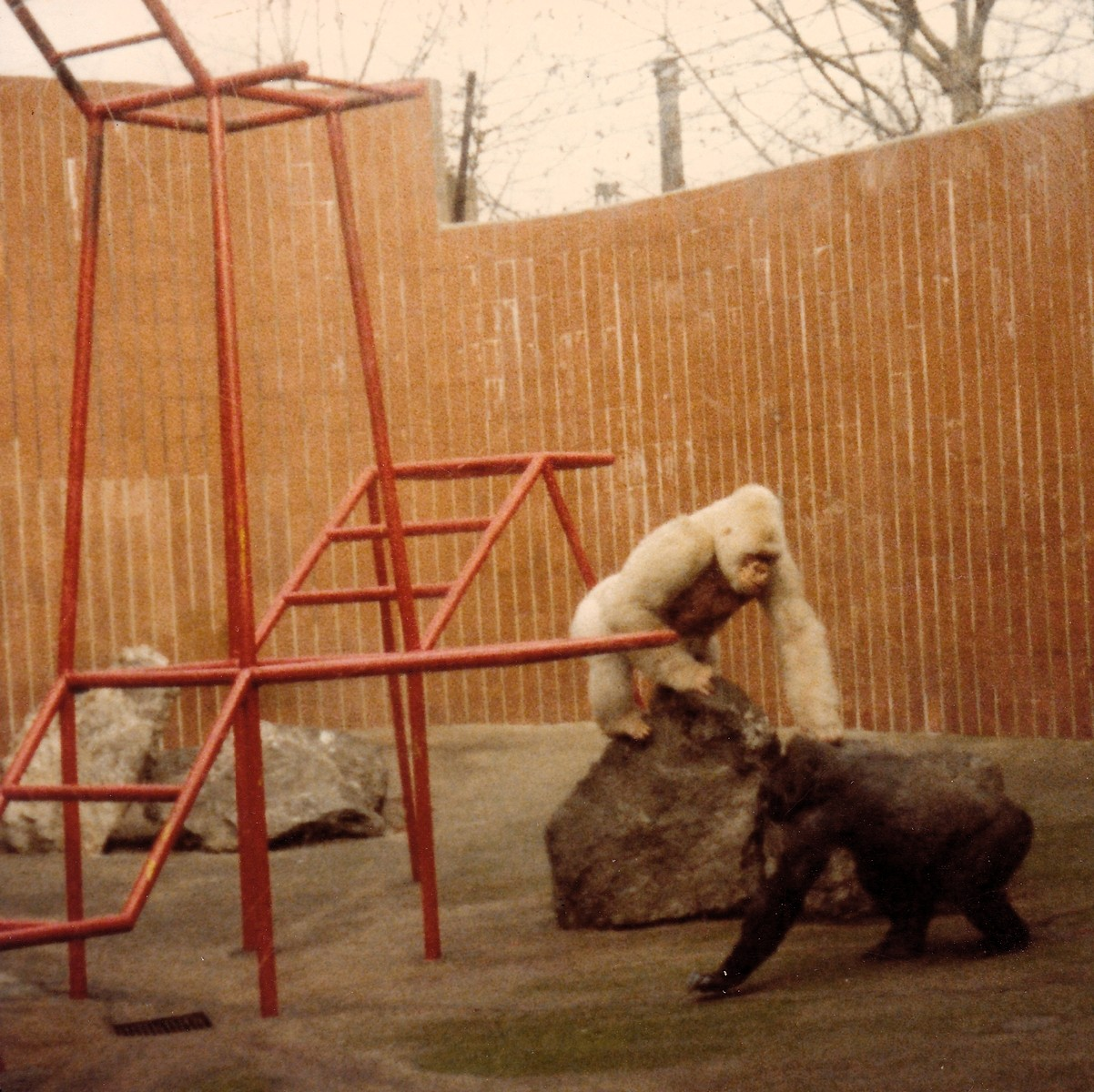
Flocon de Neige en 1981
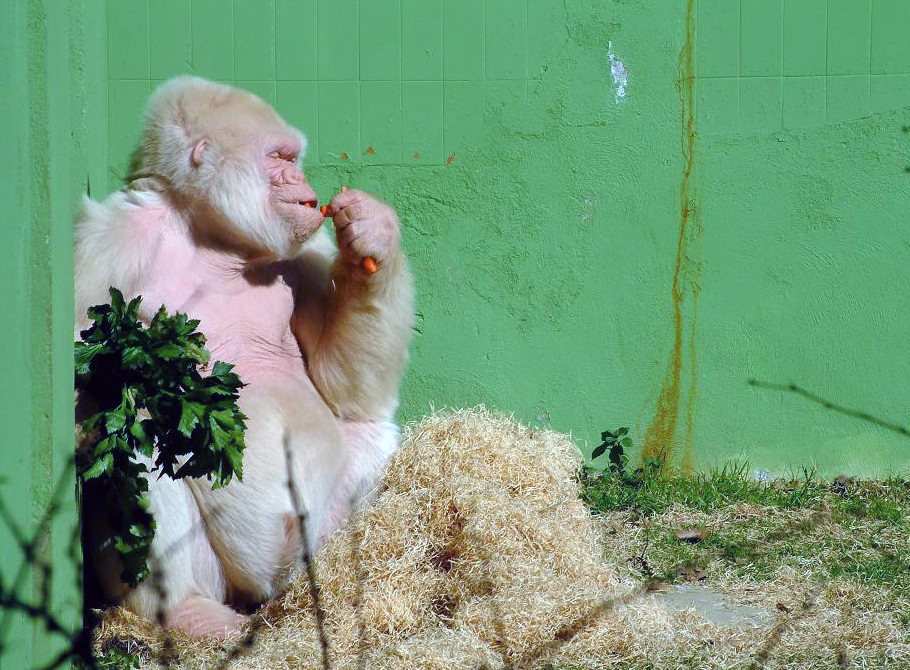
Flocon de Neige en février 2003
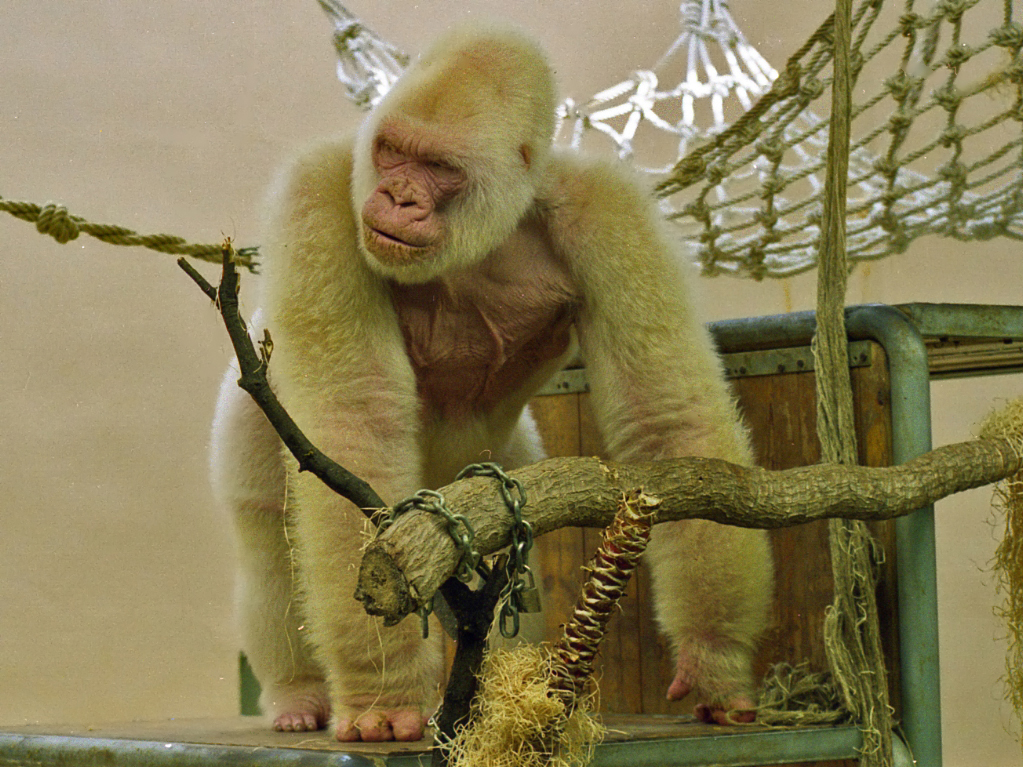
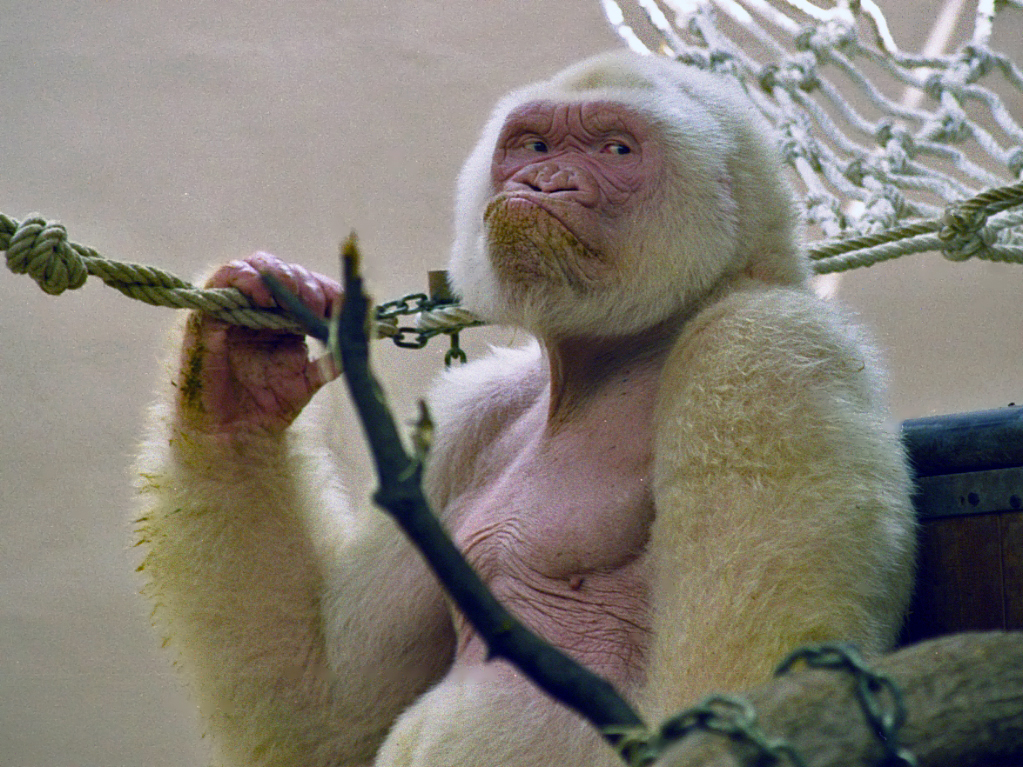

## Évocations dans les arts

### Littérature
L'écrivain italien Italo Calvino a consacré à Flocon de Neige un chapitre de son roman Palomar, intitulé : « Le gorille albinos ».
Juan Mayorga, le dramaturge espagnol contemporain, a consacré à Flocon de Neige une pièce de théâtre où il lui prête un regard et des pensées philosophiques profondes : Copito ou les derniers mots de Flocon de Neige, le singe blanc de Barcelone. En France, la pièce a été traduite aux éditions Les Solitaires Intempestifs dans la collection « Mousson d'été » en 2008.

### Bande dessinée
Davide Toffolo met en scène Flocon de Neige dans la bande dessinée Le Roi blanc, parue aux éditions Casterman dans la collection « Écritures » en 2005.

### Cinéma
Le film espagnol Snowflake, le gorille blanc (Floquet de Neu), réalisé par Andrés G. Schaer en 2011 et qui mélange des personnages animés en images de synthèse (Flocon de Neige et les animaux du zoo) et des prises de vue réelles (pour les décors et les humains), s'inspire librement de la vie du gorille albinos. Flocon de Neige, qui souffre de sa différence, s'échappe de son zoo en pensant aller demander à une sorcière de lui donner une couleur de fourrure normale, et vit toutes sortes d'aventures.
Dans La planète des singes - Suprématie, le personnage de Winter est un gorille albinos semblable à Flocon de Neige.
Dans Rampage, adaptation du jeu vidéo éponyme, George est un gorille albinos ressemblant à Flocon de Neige qui mute et mesure ensuite 10 mètres de haut.

### Chanson
Copito de Nieve de Barcelone,  chanson d'Allain Leprest (paroles), Romain Didier (musique) et Enzo Enzo (chant) dans l'album Le jour d'à côté.
- Barcelone de Enzo Enzo.

- Jean Patrick Capdevieille dans sa chanson "Barcelone" fait référence au "gorille blanc dans un zoo".

## Honneurs
L'astéroïde (95962) Copito et nommé en son honneur.